# اصغر عزیزی اقدم
اصغر عزیزی اقدم (زاده ۵ دی ۱۳۶۶ در میانه) ورزشکار و تکواندوکار ایرانی است. عزیزی اقدم در کارنامه خود سابقه حضور در مسابقات قهرمانی آسیا، قهرمانی جهان و رقابت‌های پارالمپیک ۲۰۲۰ توکیو را دارد و در این رقابت‌ها توانسته به مدال طلا دست پیدا کند. او دانش‌آموخته رشته تربیت‌بدنی در دانشگاه آزاد میانه است.
عزیزی اقدم در کنار موفقیت در رشته تکواندو، دارای دان چهار کوکیوان است و مدرک مربیگری و داوری درجه سه را هم دارد.

## افتخارات
- مدال طلای مسابقات قهرمانی تکواندو جهان ۲۰۱۳ (لوزان سوئیس)
- مدال طلای مسابقات قهرمانی تکواندو جهان ۲۰۱۴ (مسکو روسیه)
- مدال طلای مسابقات قهرمانی تکواندو جهان ۲۰۱۵ (سوچی روسیه)
- مدال برنز مسابقات قهرمانی تکواندو جهان ۲۰۱۵ (سامسون ترکیه)
- مدال طلای مسابقات قهرمانی تکواندو جهان ۲۰۱۷ (لیسبون پرتغال)
- مدال طلای مسابقات تکواندو قهرمانی آسیا ۲۰۱۷ (چانچئون کره‌جنوبی)
- مدال طلای مسابقات تکواندو قهرمانی آسیا ۲۰۱۹ (امان اردن)
- مدال نقره مسابقات تکواندو قهرمانی آسیا ۲۰۱۹ (هوشی مین ویتنام)
- مدال برنز مسابقات تکواندو قهرمانی آسیا ۲۰۱۶ (مانیل فیلیپین)
- مدال طلا مسابقات تکواندو قهرمانی آفریقا ۲۰۱۶ (قاهره مصر)
- مدال برنز مسابقات تکواندو قهرمانی آفریقا ۲۰۱۸ (مغرب مراکش)
- کسب سهمیه بازی‌های پارالمپیک ۲۰۲۰ (توکیو ژاپن)
- مدال طلای در بازی‌های پارالمپیک تابستانی ۲۰۲۰ (75+ کیلوگرم تکواندو)[۳][۴][۵][۶][۷][۸][۹][۱۰]